# انتخابات ریاست‌جمهوری جمهوری قره‌باغ (۱۹۹۷)

انتخابات زودرس ریاست‌جمهوری در ۱ سپتامبر ۱۹۹۷ در جمهوری قره‌باغ پس از انتخاب شدن روبرت کوچاریان به عنوان نخست‌وزیر ارمنستان برگزار شد. نتیجه آن پیروزی آرکادی قوکاسیان نامزد مستقل بود که ۸۹ درصد آرا را کسب نمود

## نتایج
| کاندیدا                | کاندیدا                | حزب                    | آراء   | ٪      |
| ---------------------- | ---------------------- | ---------------------- | ------ | ------ |
|                        | آرکادی قوکاسیان        | مستقل                  | ۶۵٬۹۳۳ | ۸۹٫۳۱  |
|                        | آرتور توماسیان         | مستقل                  | ۳٬۹۵۳  | ۵٫۳۵   |
|                        | بوریس آروشانیان        | مستقل                  | ۳٬۹۳۶  | ۵٫۳۳   |
| کل                     | کل                     | کل                     | ۷۳٬۸۲۲ | ۱۰۰٫۰۰ |
|                        |                        |                        |        |        |
| آراء معتبر             | آراء معتبر             | آراء معتبر             | ۷۳٬۸۲۲ | ۹۶٫۸۱  |
| آراء نامعتبر/سفید      | آراء نامعتبر/سفید      | آراء نامعتبر/سفید      | ۲٬۴۳۵  | ۳٫۱۹   |
| کل آراء                | کل آراء                | کل آراء                | ۷۶٬۲۵۷ | ۱۰۰٫۰۰ |
| رأی‌دهندگان ثبت‌نام کرده | رأی‌دهندگان ثبت‌نام کرده | رأی‌دهندگان ثبت‌نام کرده | ۹۰٬۱۳۷ | ۸۴٫۶۰  |
| منبع: CEC              |                        |                        |        |        |